# Örök tél
Örök tél é um filme de drama histórico húngaro dirigido por Attila Szász e escrito por Norbert Köbli, baseado em acontecimentos reais. O filme é estrelado por Marina Gera e Sándor Csányi. Foi transmitido em 25 de fevereiro de 2018.

## Enredo
Eternal Winter conta a história – ou parte da história – das experiências de 700.000 húngaros que, quando a Segunda Guerra Mundial chegou ao fim, foram enviados para a Rússia para trabalhar como escravos. Os russos – com a aprovação tácita de Churchill e Roosevelt – consideraram isso um castigo pelo apoio da Hungria à Alemanha.

## Elenco
- Marina Gera	...	Irén
- Sándor Csányi ... Rajmund
- Laura Döbrösi ... Anna
- Diána Magdolna Kiss ... Éva
- Franciska Farkas ... Rózsa
- Niké Kurta ... Vera
- Ákos Orosz ... Fábián
- Anikó Für ... mãe de Irén
- Tibor Gáspár ... pai de Irén

## Prêmios e indicações
Örök tél ganhou o prêmio de Melhor Drama no 33º Festival Internacional de Cinema de Fort Lauderdale (FLIFF). Ganhou anteriormente o prêmio de Melhor Filme Europeu do Ano em Berlim e Attila Szász foi escolhido para receber o prêmio de Melhor Diretor no 42º Festival Internacional de Cinema de Montreal.
Marina Gera venceu o Emmy Internacional de melhor atriz por seu papel no filme.